# Păulești, Satu Mare
Păulești este satul de reședință al comunei cu același nume din județul Satu Mare, Transilvania, România. Este situat pe DJ193.